# Lipovany
Lipovany este o comună slovacă, aflată în districtul Lučenec din regiunea Banská Bystrica. Localitatea se află la altitudinea de 216 m deasupra n.m., se întinde pe o suprafață de 10,34 km2 și în 2017 număra 254 de locuitori.

## Istoric
Localitatea Lipovany este atestată documentar din 1238.

## Demografie
| An:                | 1994 | 2004    | 2014   | 2024 |
| ------------------ | ---- | ------- | ------ | ---- |
| Număr de persoane: | 329  | 286     | 260    | 234  |
| Diferență:         |      | −13,06% | −9,09% | −10% |

| An:                | 2023 | 2024   |
| ------------------ | ---- | ------ |
| Număr de persoane: | 230  | 234    |
| Diferență:         |      | +1,73% |